# Лондонське місіонерське товариство
Лондонське місіонерське товариство (англ. London Missionary Society) — найстаріше протестантське місіонерське товариство, в минулому діяло на території Океанії та інших регіонів світу (в Африці і Азії).
Засноване в 1795 в Лондоні Комітетом кальвіністських методистів і дисидентів, діяльність яких була тісно пов'язана з виданням журналу Evangelical Magazine.
У 1966 перейменовано в Конгрегаціоналістську раду світових місій, а в 1977, після злиття з декількома християнськими організаціями, стала частиною Ради світових місій. В даний час є частиною Ради світових місій (англ. Council for World Mission).